# Platyzosteria melanaria
Platyzosteria melanaria är en kackerlacksart som först beskrevs av Wilhelm Ferdinand Erichson 1842.  Platyzosteria melanaria ingår i släktet Platyzosteria och familjen storkackerlackor. Inga underarter finns listade i Catalogue of Life.